# Nicholas Lüchinger
Nicolas Lüchinger (Oberriet, 16 ottobre 1994) è un ex calciatore svizzero, di ruolo difensore.

## Carriera

### Club
Ha giocato nella prima divisione svizzera.

### Nazionale
Ha giocato nella nazionale svizzera Under-19.

## Statistiche

### Presenze e reti nei club
Statistiche aggiornate al 3 ottobre 2017.
| Stagione        | Squadra         | Campionato      | Campionato | Campionato | Coppe nazionali | Coppe nazionali | Coppe nazionali | Coppe continentali | Coppe continentali | Coppe continentali | Altre coppe | Altre coppe | Altre coppe | Totale | Totale | Totale |
| Stagione        | Squadra         | Comp            | Pres       | Reti       | Comp            | Pres            | Reti            | Comp               | Pres               | Reti               | Comp        | Pres        | Reti        | Pres   | Reti   |        |
| --------------- | --------------- | --------------- | ---------- | ---------- | --------------- | --------------- | --------------- | ------------------ | ------------------ | ------------------ | ----------- | ----------- | ----------- | ------ | ------ | ------ |
| 2014-2015       | Chiasso         | CL              | 25         | 0          | CS              | 2               | 0               | -                  | -                  | -                  | -           | -           | -           | 16     | 0      |        |
| 2015-2016       | Chiasso         | CL              | 22         | 1          | CS              | 1               | 0               | -                  | -                  | -                  | -           | -           | -           | 34     | 1      |        |
| Totale Chiasso  | Totale Chiasso  | Totale Chiasso  | 47         | 1          |                 | 3               | 0               |                    | -                  | -                  |             | -           | -           | 50     | 1      |        |
| 2016-2017       | Sion            | SL              | 30         | 0          | CS              | 5               | 0               | -                  | -                  | -                  | -           | -           | -           | 35     | 0      |        |
| lug.-sett. 2017 | Sion            | SL              | 6          | 0          | CS              | 0               | 0               | UEL                | 2                  | 0                  | -           | -           | -           | 8      | 0      |        |
| Totale Sion     | Totale Sion     | Totale Sion     | 36         | 0          |                 | 5               | 0               |                    | 2                  | 0                  |             | -           | -           | 55     | 1      |        |
| sett. 2017-2018 | San Gallo       | SL              | 3          | 0          | CS              | 1               | 0               | -                  | -                  | -                  | -           | -           | -           | 4      | 0      |        |
| Totale carriera | Totale carriera | Totale carriera | 86         | 1          |                 | 9               | 0               |                    | 2                  | 0                  |             | -           | -           | 97     | 1      |        |